# 靖城街道
靖城街道，是中华人民共和国江苏省泰州市靖江市下辖的一个乡镇级行政单位。

## 行政区划
靖城街道下辖以下地区：
团结路社区、江山路社区、虹桥社区、虹茂社区、公园弄社区、江华社区、东兴街社区、双港路社区、虹兴社区、羊巷社区、小关庙社区、前进社区、方家场社区、玉皇殿社区、正南社区、布市里社区、北大街社区、新建北路社区、城西社区、渔婆社区、玉带社区、新西社区、齐心社区、靖西社区、汤家村、柏木村、光明村、井兴村、东郊村、东南村、西郊村、龙王村、进步村、友仁村和正西村。